# Koninkrijk Lijfland
Het Koninkrijk Lijfland was een nominale staat in wat nu Estland en Letland is, als zodanig uitgeroepen door tsaar Ivan IV tijdens de Lijflandse Oorlog maar nooit effectief ingericht.
Op 10 juni 1570 kwam de Deense hertog Magnus van Holstein aan in Moskou waar hij werd gekroond tot koning van Lijfland. Magnus legde de eed van trouw af aan Ivan als zijn leenheer en ontving een charter voor het vazalkoninkrijk van Lijfland in wat Ivan zijn "patrimonium" noemde. Het verdrag tussen Magnus en Ivan IV werd getekend door een opritsjnik en door een lid van de zemski-administratie, de djak Vasilii Sjtsjelkalov. Hoewel de gebieden van het nieuwe koninkrijk nog moesten worden veroverd, werd het kasteel Oberpahlen (Põltsamaa) reeds uitgeroepen tot de toekomstige officiële residentie van de koning.
De nieuwe koning Magnus van Lijfland verliet Moskou met 20.000 Russische soldaten voor de verovering van het door de Zweden gecontroleerd Reval. Ivans hoop op de steun van Frederik II van Denemarken, de oudere broer van Magnus, bleek ijdel te zijn. Tegen eind maart 1571 gaf Magnus de strijd om Reval op en brak het beleg op.
In 1577 deed Magnus, na uit Ivans gratie te zijn gevallen en geen steun te hebben gekregen van zijn broer, beroep op de Lijflandse adel om hem te hulp te komen in zijn strijd tegen de buitenlandse bezetting van hun land. Hij werd echter aangevallen door Ivans strijdmacht en gevangengenomen. Bij zijn vrijlating deed hij afstand van zijn koningstitel. Magnus bracht de laatste zes jaar van zijn leven door op het kasteel van Pilten in het prinsbisdom Koerland waar hij stierf als een pensioentrekker van de Poolse kroon.

## Referentie
- Dit artikel of een eerdere versie ervan is een (gedeeltelijke) vertaling van het artikel Kingdom_of_Livonia op de Engelstalige Wikipedia, dat onder de licentie Creative Commons Naamsvermelding/Gelijk delen valt. Zie de bewerkingsgeschiedenis aldaar.